# Домицила Млађа
Флавија Домицила (лат. Flavia Domitilla, 45.-око 66.), познатија историји као Домицила Млађа (лат. Domitilla Minor), била је ћерка цара Веспазијана и Домициле Старије. Њен старији брат био је цар Тит, а млађи брат јој је био цар Домицијан. У својој петнаестој години удала се за Квинта Петилија Целиариса, са ким је имала ћерку, хришћанску светицу Флавију Домицилу.
Умрла је пре него што је њен отац Веспазијан постао цар. Млађи брат Домицијан, када је постао цар, ју је деификовао и постхумно јој дао титулу августе.